# Viking Eggeling
Helmuth Viking Eggeling (* 21. Oktober 1880 in Lund; † 19. Mai 1925 in Berlin) war ein schwedischer Dadaist und Experimentalfilmer.

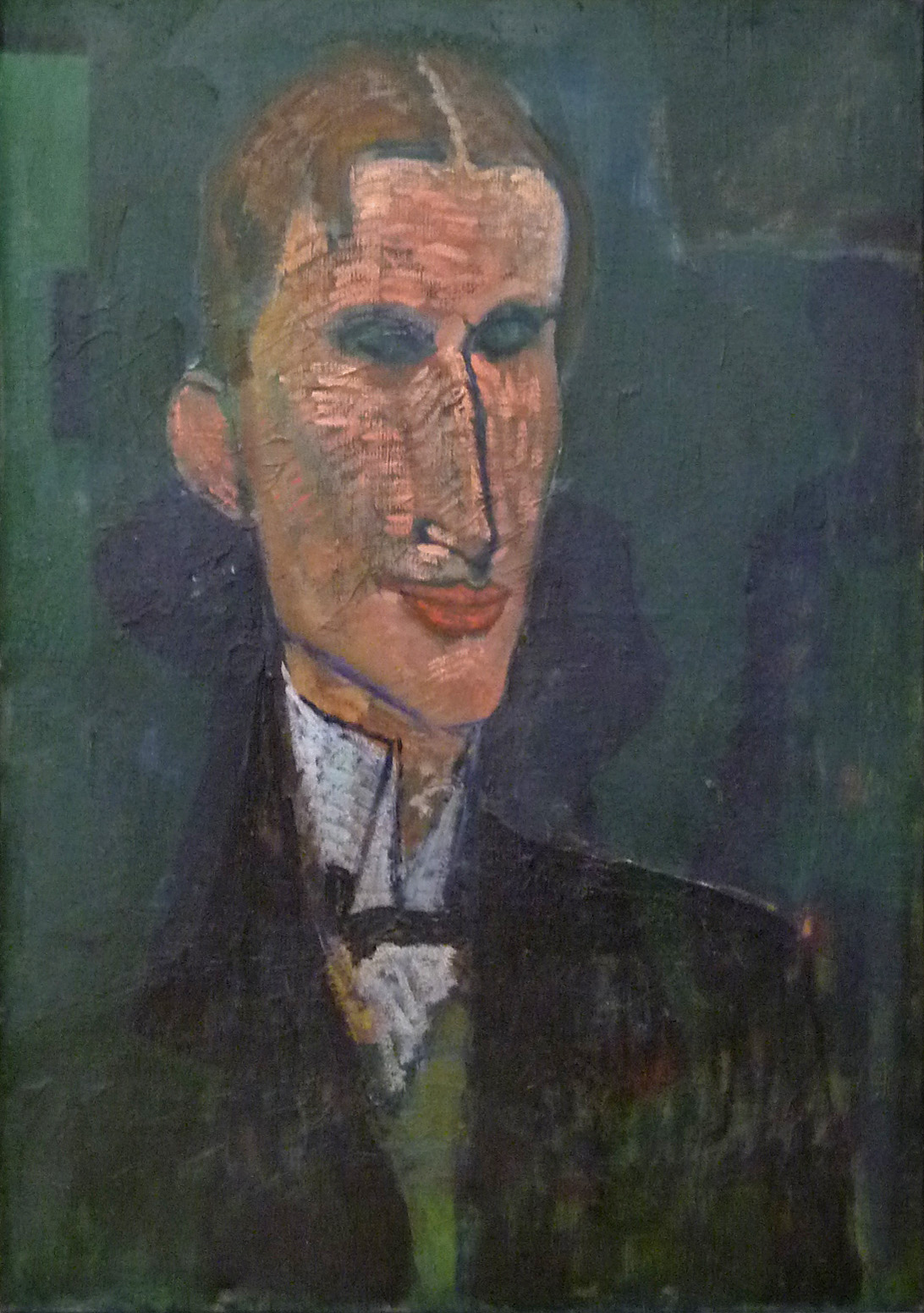
Viking Eggeling by Amedeo Modigliani 1918.

## Leben
Eggeling, gebürtiger Schwede, siedelte nach 1897 nach Deutschland über und studierte dort neben seiner Arbeit als Bibliothekar auch Kunstgeschichte und Malerei. Von 1907 bis 1911 wirkte er als Kunstlehrer am Hochalpinen Lyceum in Zuoz/Institut Engiadina (heute Lyceum Alpinum Zuoz) in der Schweiz. Nach dem Ersten Weltkrieg ging er nach Zürich und kam da mit der Dada-Bewegung in Berührung. Freundschaft mit Hans Richter, Jean Arp, Tristan Tzara und Marcel Janco. 1918 wurde er Mitglied in der Berliner Novembergruppe. Anfangs beschäftigte er sich mit Rollenbildern, d. h. mit Bleistift gezeichnete Variationen grafischer Elemente auf langen Rollen von Papier. Diese Rollen waren bis zu 15 m lang, der Betrachter ging an ihnen entlang und konnte so die Veränderungen der geometrischen Muster beobachten. Ein solches Rollenbild ist Horizontal-Vertikal-Messe (1919), eine Bildrolle aus zirka 5000 einzelnen Zeichnungen, aus der später ein 10-minütiger Film namens Horizontal-Vertikal-Orchester entstehen sollte.
1922 gehörte Eggeling zu den Autoren der von El Lissitzky und Ilja Ehrenburg konzipierten kurzlebigen Zeitschrift „Gegenstand“, die sich dem Dialog von Künstlern verschiedener Nationalitäten verschrieben hatte.
Wie auch Hans Richter interessierte sich Eggeling für den Film, um eine „bewegte Malerei“, eine „Bewegungskunst“ zu schaffen und verfolgte die Theorie, dass es für den Betrachter leichter und einprägsamer wäre, wenn er die Veränderungen der Formen nicht in der Bewegung durch den Raum erfahren würde, sondern ganz bequem im entspannten Sitzen.
1921 bis 1924 folgten weitere Filmexperimente und Versuche, eine filmische Synthese aus Rhythmus, abstrakten Bildern, Bewegung und Musik zu kreieren.
1923 entstand in den Universum Film (UFA)-Trickfilmateliers unter seiner Leitung das Werk Symphonie Diagonal, ein Stummfilm in Schwarz-Weiß mit einer Länge von 7 ¾ Minuten. Hierbei benutzte er selbstentworfene Bilder als Vorlagen, die er mit schwarzem Papier abdeckte und langsam freilegte, indem er das Papier verschob oder Figuren ins Papier schnitt. Der Film wurde 1924 fertiggestellt und am 3. Mai 1925 im Rahmen der Matinee, „Der absolute Film“, öffentlich aufgeführt. Sechzehn Tage später starb Eggeling.
Aufgrund seiner musikalischen Zeiteinteilung sowie seiner auf Hell-Dunkel-Kontrasten, Richtungsveränderungen und der aufbauenden linearen Formdramatik aus Kurven, Linien, Harfen und Dreiecken übte Eggelings Meisterwerk großen Einfluss auf Künstler wie László Moholy-Nagy aus und gilt als der Urvater des heutigen Musikvideos.
1937 wurden in der Nazi-Aktion „Entartete Kunst“ Eggelings Grafik „Bärtiger Mann“ aus der Städtische Bildergalerie Wuppertal-Elberfeld beschlagnahmt und vernichtet.

## Galerie

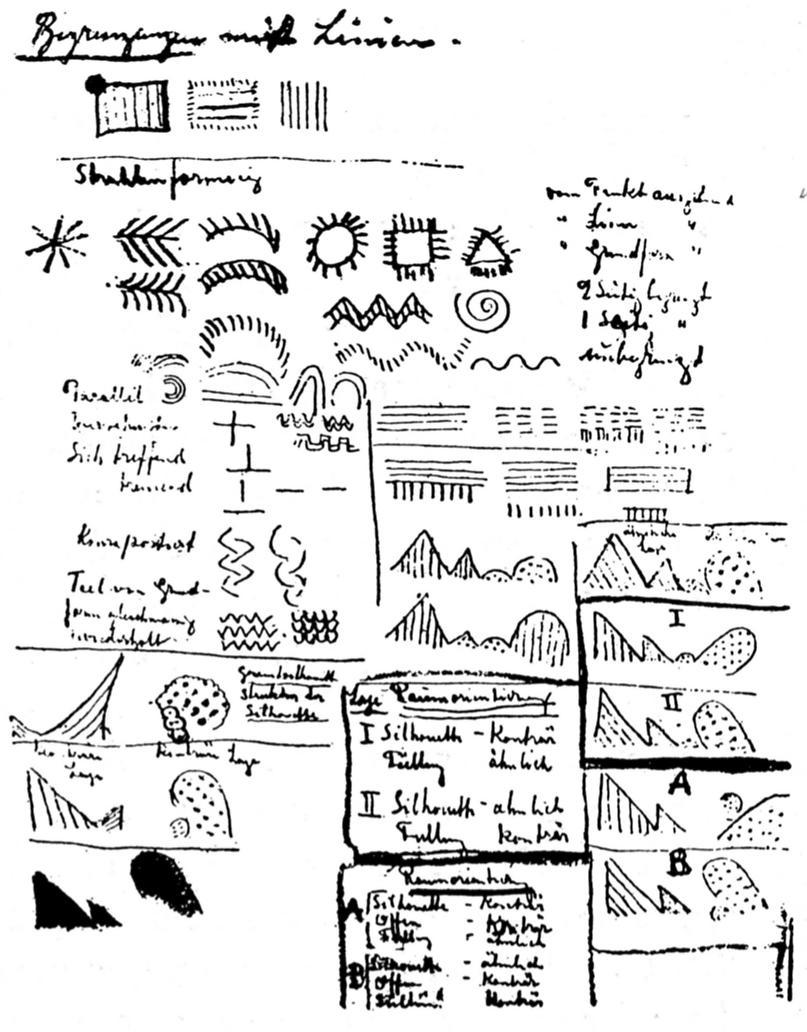
1918.
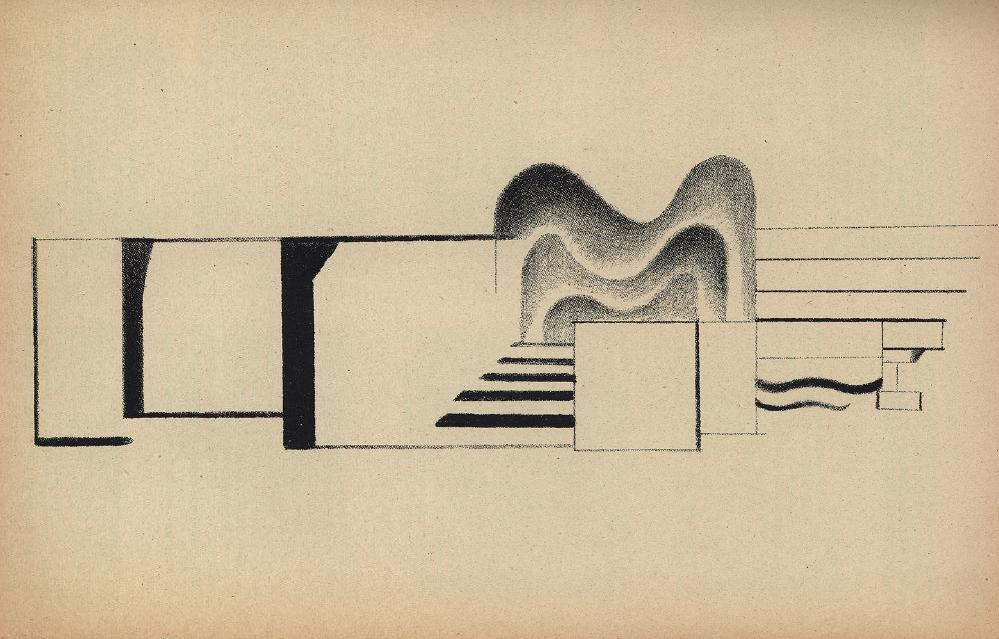
1918.
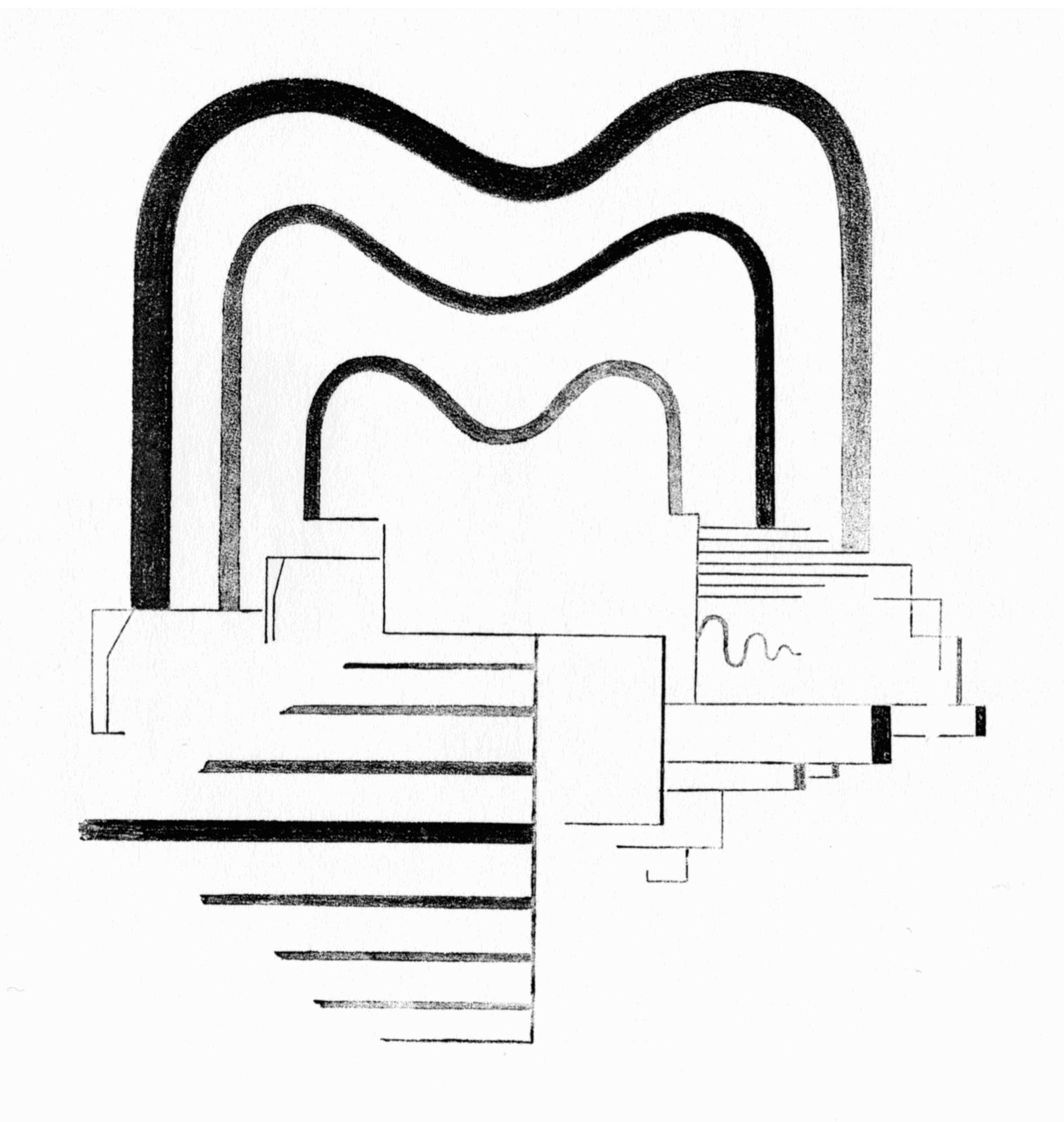
1919.
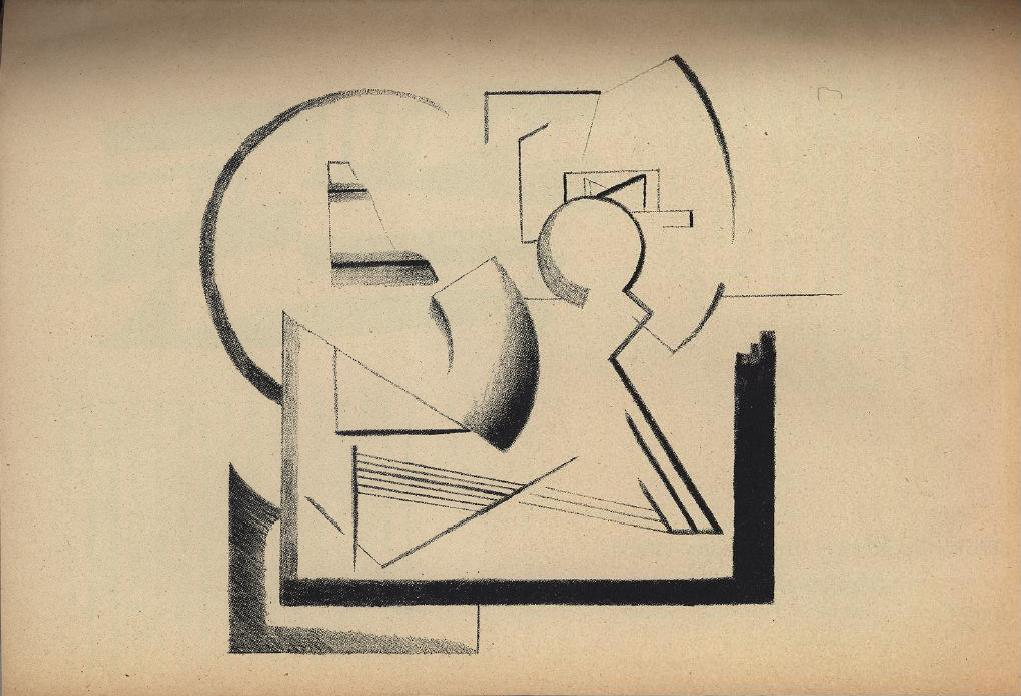
1919.
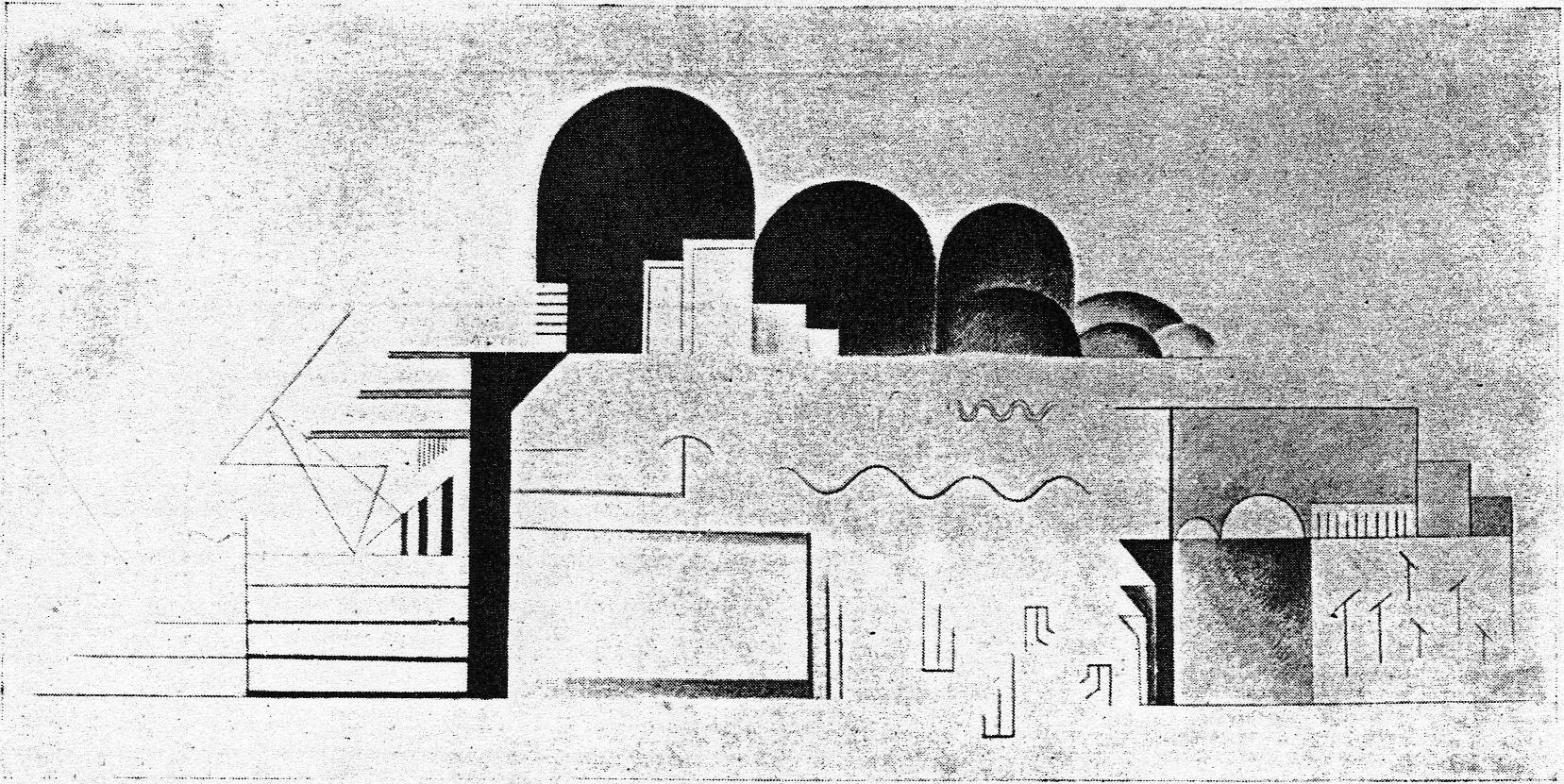
1921.
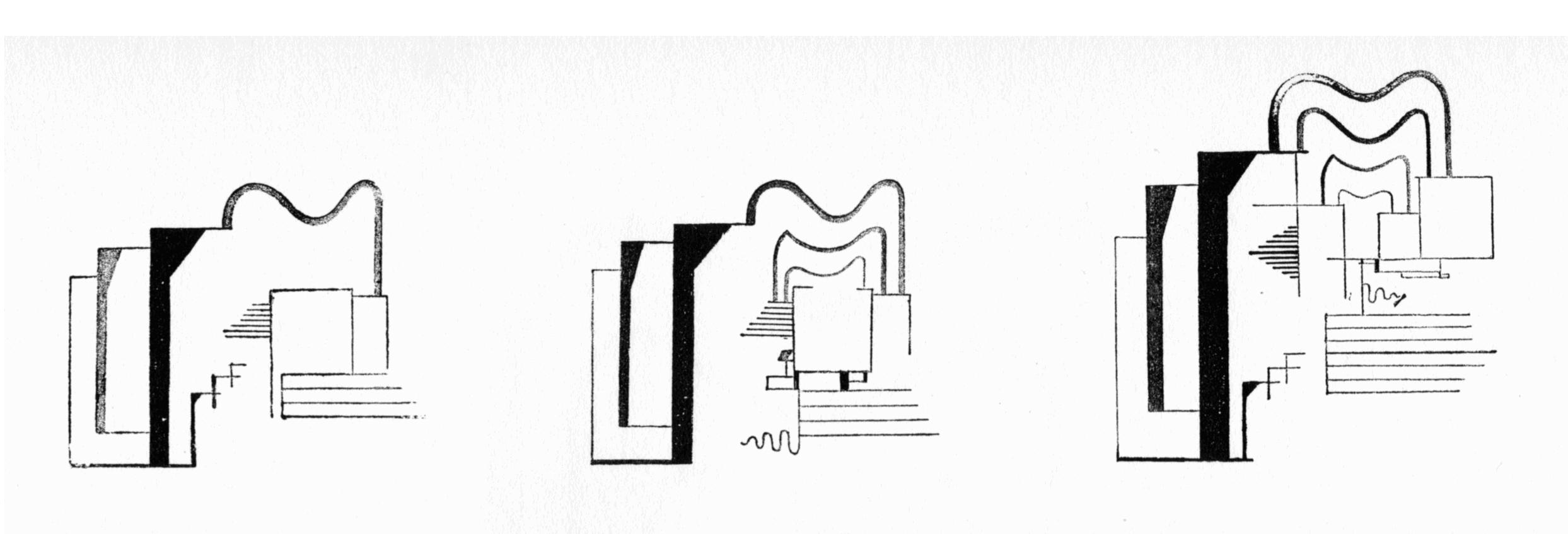
1921.
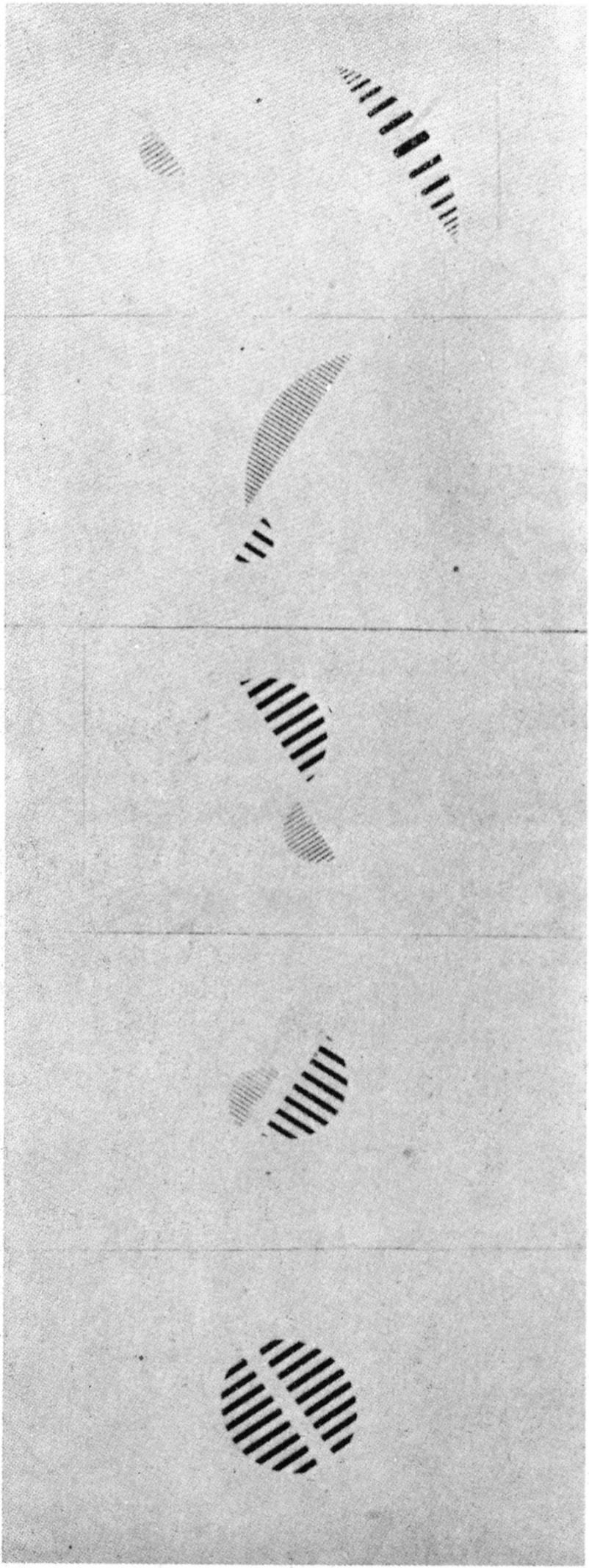
1923.
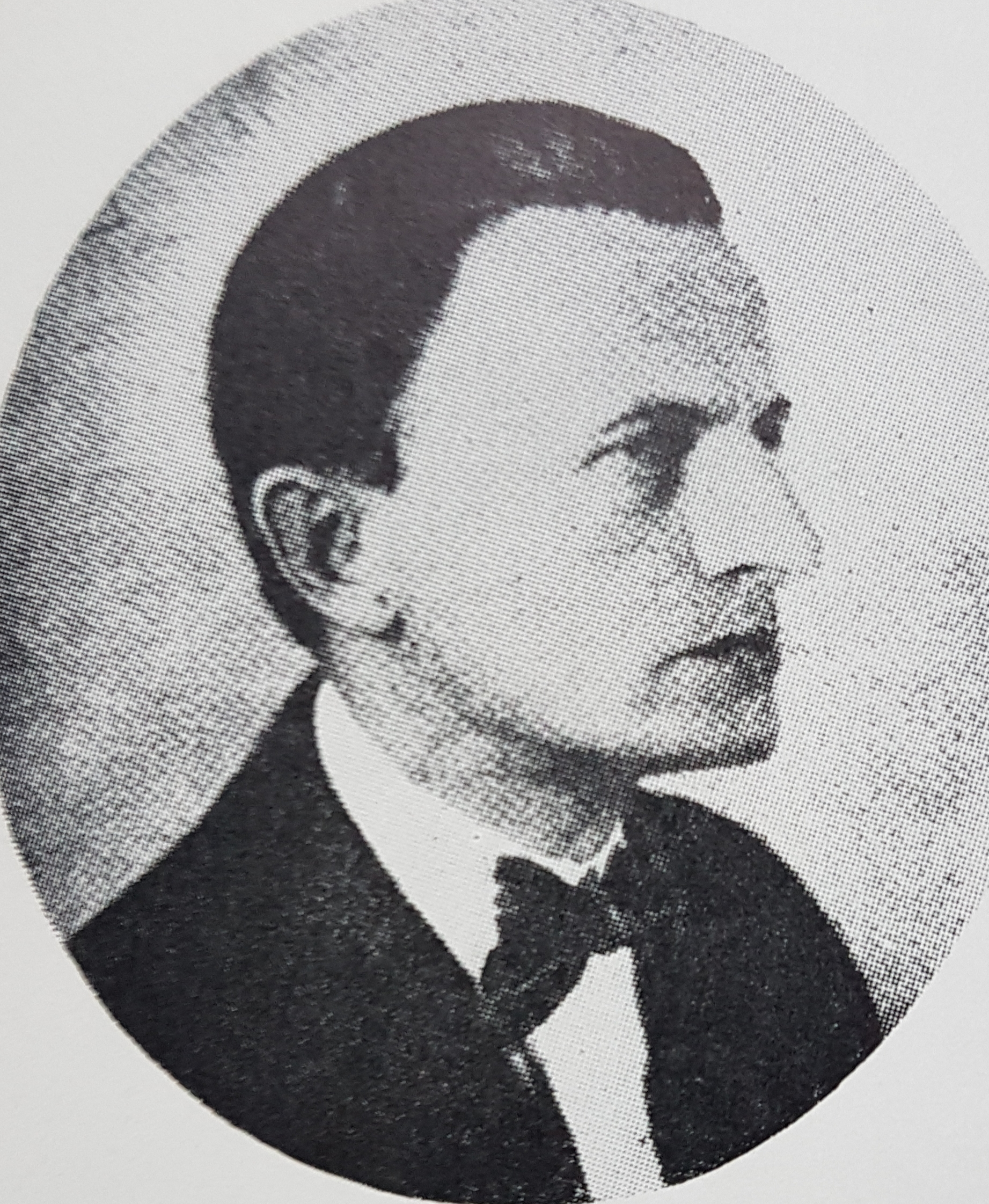
Viking Eggeling ca. 1925.